# Lela Violão
Lela Violão, nome artístico de Manuel Tomás da Cruz (São Vicente, 18 de janeiro de 1929 — Praia, 5 de abril de 2009), foi um cantor e compositor cabo-verdiano.
Natural da ilha de São Vicente, filho de Tomás Manuel de Cruz e de Isabel Ana Oliveira, Lela começou a tocar violão aos 8 anos, integrando uma grande geração de tocadores e compositores que animavam festas e serões. Acompanhou as gerações mais novas e foi modelando a sua música, mantendo o registo de outras épocas. Foi parte integrante do grupo musical "Simentera".
Trabalhou na Roça Água-Izé, em São Tomé e Príncipe onde, em consequência de um acidente, perdeu o dedo médio da mão esquerda, o que o obrigou a passar a tocar viola com apenas 9 dedos.
O seu único disco editou-o aos 78 anos, um CD com 12 temas de música tradicional cabo-verdiana. Chamado Caldo de Rabeca (da rabeca, instrumento de cordas), o disco foi feito em parceria com Martin Schaefer, um músico de origem checa conhecido pelas suas criações no âmbito da música cigana da Europa Central.
Carpinteiro de profissão, Lela Violão, que deixou 30 filhos, vivia há muito na cidade da Praia com graves dificuldades financeiras. A sua morte foi lamentada por vários sectores da vida política e cultural de Cabo Verde, que consideram Lela como um dos músicos "mais importantes" da história da música do arquipélago, continuando muitas das suas composições a ser interpretadas por dezenas de grupos e cantores atuais.